# زمین‌شناسی منطقه ولینگتون
منطقه ولینگتون نیوزیلند دارای پایه‌ای از سنگ‌های تورلس گریوک است که رشته‌کوه‌های تاراروآ و ریموتاکا را تشکیل می‌دهند و از ولینگتون در جنوب تا تنگه ماناواتو امتداد دارند، جایی که به رشته‌کوه‌های روآهین تغییر نام داده‌اند و از شمال به شمال شرقی، به سمت کیپ شرقی ادامه می‌یابند. در غرب رشته‌های تاراروآ، دشت‌های ساحلی قرار دارند. در شرق رشته‌کوه‌های روآهین، حوضه وایراراپا-مسترتون و سپس ارتفاعات شرقی قرار دارند که با ساحل شرقی جزیره شمالی از دماغه پالیسر تا ناپیر هم‌مرز هستند.
در شرق جزیره شمالی، گودال هیکورنگی، منطقه‌ای برخوردی بین صفحه اقیانوس آرام و صفحه استرالیا، قرار دارد. صفحه اقیانوس آرام در حال فرورانش به زیر صفحه استرالیا است، منطقه ولینگتون را فشرده می‌کند و باعث ایجاد سامانه گسلی جزیره شمالی و مجموعه‌ای از حوضه‌ها و رشته‌کوه‌ها از جمله رشته‌کوه‌های تاراروا و رموتاکا و حوضه وایراراپا-مسترتون می‌شود. سنگ‌های جدیدتر به‌طور متوالی در ساحل شرقی انباشته شده‌اند.
منطقه ولینگتون مستعد زلزله‌های بزرگ است که بزرگ‌ترین آنها در دوران تاریخی، زلزله ۸٫۲ ریشتری وایراراپا در ۲۳ ژانویه ۱۸۵۵ بود.

## تکتونیک
گریوک در منطقه ولینگتون در ابتدا در یک محیط گوه‌ای برافزایشی رسوب‌گذاری شد، زمانی که صفحه پالئو-اقیانوس آرام در حدود ۲۳۰–۲۰۰ میلیون سال پیش به زیر حاشیه جنوب شرقی قاره گندوانا فرو رانده می‌شد. پس از میلیون‌ها سال فرورانش، رسوبات تا عمق حدود ۱۰ متر دفن شدند. کیلومتر، به اندازه کافی عمیق که به‌طور ضعیفی دگرگون شده و تا لبه گندوانا انباشته شود. فرورانش حدود ۱۰۰ میلیون سال پیش متوقف شد و حدود ۸۵ میلیون سال پیش، نوار بزرگی از زمین‌های انباشته‌شده در امتداد حاشیه شرقی گندوانا شکافته شد و به ریزقاره زلاندیا تبدیل شد. یک دوره تکتونیکی نسبتاً آرام که حدود ۶۰ میلیون سال طول کشید، با فعالیت تکتونیکی مجدد، حدود ۲۵ میلیون سال، دنبال شد، زمانی که صفحه اقیانوس آرام شروع به فرورانش به زیر صفحه استرالیا کرد.
در منطقه ولینگتون، فرورانش صفحه اقیانوسی اقیانوس آرام به زیر صفحه قاره‌ای استرالیا در حدود سال ۱۵۰ میلادی در گودال هیکورنگی آغاز می‌شود. کیلومتری شرق ولینگتون، در ساحل وایراراپا. همگرایی صفحه مورب در منطقه ولینگتون حدود ۴۰ است میلی‌متر در سال در آزیموت حدود ۲۶۰ درجه. فصل مشترک فرورانش با شیب ملایم به سمت شمال غربی در عمق حدود ۲۵ تا ۳۰ درجه قرار دارد. کیلومتر زیر شهر.

## سنگ‌های زیرزمین
تمام سنگ‌های زیرزمین در زیر منطقه ولینگتون متعلق به زمینگان هستند. آنها عمدتاً از گریوک (ماسه سنگ و گل سنگ سخت شده) تشکیل شده‌اند، اما حاوی چرت و گدازه‌های بالشی نیز هستند.
در منطقه ولینگتون، زمین‌لرزه ترکیبی تورلسه از دو زیرزمین تشکیل شده است، زمین‌لرزه راکایا (اواخر تریاس تا اوایل ژوراسیک، ۲۳۰–۱۸۰ میلیون سال پیش)، در غرب رشته‌کوه‌های روآهین، و زمین‌لرزه پاهائو (اواخر ژوراسیک تا اوایل کرتاسه، ۱۸۰–۱۰۰ میلیون سال پیش)، در شرق. گسل‌های اصلی مانند گسل ولینگتون و گسل وایراراپا نزدیک به مرز بین این لایه‌های زمین‌لرزه‌ای قرار دارند. در مرز بین این دو زمین، کمربند اسک هد، یک کمربند ۲۰ درجه‌ای قرار دارد. آمیزه‌ای از سنگ‌ها به پهنای کیلومتر که در امتداد خطوط گسل نزدیک مرز، بر اثر زلزله شکسته و تغییر شکل یافته‌اند.
کمی دورتر در شرق حوضه وایراراپا-مسترتون، ماسه‌سنگ‌ها و گل‌سنگ‌های کرتاسه (۱۴۰–۶۵ میلیون سال پیش) به ترتیب جوان‌تر (که گاهی اوقات زمین وایوکا نامیده می‌شوند) وجود دارند که می‌توان آنها را بخشی از زمین ترکیبی تورلسه در نظر گرفت. به نظر می‌رسد در مورد محل قرار دادن مرز بین سنگ‌های زیرزمین و سنگ‌های رویی اختلاف نظر وجود دارد و به نظر می‌رسد تصمیم بر اساس درجه سختی (induration) گرفته شده است. در شرق، ماسه‌سنگ‌ها و گل‌سنگ‌های حتی جوان‌تر و نرم‌تر نیز یافت می‌شوند.

## سنگ آهک
سنگ آهک پلیوسن (۵–۲ میلیون سال پیش) در شرق حوضه وایراراپا-مسترتون و اطراف پاهیاتوا و رشته کوه پوکتوی یافت می‌شود. ولینگتون از خطوط گسلی ساخته شده است که هر ساله باعث زمین لرزه‌های زیادی می‌شوند.

## زلزله‌ها
منطقه ولینگتون مستعد زلزله‌های بزرگ است. زلزله‌های مهمی که منشأ آنها منطقه بوده یا بر این منطقه تأثیر گذاشته‌اند عبارتند از زلزله ۸٫۲ ریشتری در ۲۳ ژانویه ۱۸۵۵، دو زلزله وایراراپا در سال ۱۹۴۲ با بزرگی ۶٫۹ ریشتر در ۲۴ ژوئن ۱۹۴۲ و ۶٫۸ ریشتر در ۱ آگوست ۱۹۴۲، و زلزله کایکورا در سال ۲۰۱۶ با بزرگی ۷٫۸ ریشتر در ۱۴ نوامبر ۲۰۱۶ (بیش از نیمی از خسارات بیمه‌ای ناشی از خسارات ساختمانی در شهر ولینگتون رخ داده است).
بزرگ‌ترین زلزله نیوزیلند در دوران تاریخی، زلزله ۸٫۲ ریشتری وایراراپا در سال ۱۸۵۵ بود. در نزدیکی خط گسل وایراراپا، ساحل در این زلزله حدود ۶ متر بالا آمد و جابجایی افقی حدود ۱۲ متر بود. زمین ورزشی حوضه ذخیره ولینگتون بر روی زمینی قرار دارد که در اثر این زلزله بالا آمده است؛ این منطقه قبلاً بخشی از یک آبراه بود که به بندر منتهی می‌شد.
گسل‌های اصلی که ممکن است منجر به زمین‌لرزه‌های قابل توجهی در منطقه ولینگتون شوند عبارتند از گسل آلپاین و سامانه گسل مارلبورو در جزیره جنوبی و گسل اوهاریو، گسل ولینگتون، گسل وایراراپا، گسل ریکورنگی، گسل اوتاکی فورکس، و گسل وایرنگی در جزیره شمالی.
گسل وایراراپا به‌طور متوسط نرخ لغزش افقی ۶٫۷ تا ۱۰ دارد. میلی‌متر در سال، و تغییر عمودی ۱٫۷ میلی‌متر در سال. گسل ولینگتون و گسل آواتِر در سامانه گسلی مارلبورو نرخ‌های حرکت مشابهی دارند.
سواحل اطراف ولینگتون و توراکیرائه هد، سکوهای برآمده متعددی را نشان می‌دهند که مربوط به زلزله‌های قبلی هستند.

## نقشه‌ها
نقشه‌های زمین‌شناسی نیوزیلند را می‌توان از مؤسسه علوم زمین‌شناسی و هسته‌ای نیوزیلند (GNS Science)، یک مؤسسه تحقیقاتی دولتی نیوزیلند، تهیه کرد.
نقشه‌های اصلی ۱ هستند: مجموعه ۲۵۰۰۰۰ نقشه که به صورت مجموعه‌ای از ۲۱ نقشه و کتابچه در سال ۲۰۱۰ تکمیل خواهد شد. نسخه‌های با وضوح پایین این نقشه‌ها (بدون کتابچه مربوطه) را می‌توان به صورت رایگان از سایت جی ان اس دانلود کرد. نقشه منطقه ولینگتون در سال ۲۰۰۰ منتشر شد، و نقشه منطقه وایراراپا در سال ۲۰۰۲ منتشر شد.

## برای مطالعهٔ بیشتر
- آیتکن، جفلی. تکتونیک صفحه‌ای برای کیوی‌های کنجکاو علوم GNS، ۱۹۹۶.شابک ‎۰−۴۷۸−۰۹۵۵۵−۴شابک ۰-۴۷۸-۰۹۵۵۵-۴
- گراهام، ایان جی. و همکاران. قاره‌ای در حرکت: علوم زمین نیوزیلند در قرن بیست و یکم. انجمن زمین‌شناسی نیوزیلند با همکاری GNS Science، ۲۰۰۸.شابک ‎۹۷۸−۱−۸۷۷۴۸۰−۰۰−۳شابک ۹۷۸-۱-۸۷۷۴۸۰-۰۰-۳
- هومر، لوید؛ مور، فیل و کرمود، لس. خواندن صخره‌ها: راهنمایی برای ویژگی‌های زمین‌شناسی ساحل وایراراپا انتشارات منظر و مؤسسه علوم زمین‌شناسی و هسته ای، ۱۹۸۹.شابک ‎۰−۹۰۸۸۰۰−۰۰−۲شابک ۰-۹۰۸۸۰۰-۰۰-۲
- استیونز، گریم (۱۹۹۱). روی زمین لرزان: راهنمای زمین‌شناسی منطقه کلان‌شهری ولینگتون انجمن زمین‌شناسی نیوزیلند